# William Painter

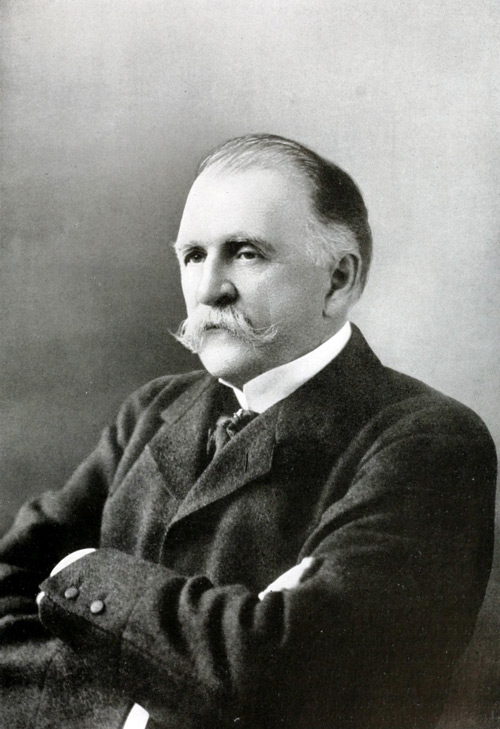
William Painter

William Painter (ur. 20 listopada 1838, zm. 15 lipca 1906) – amerykański naukowiec pochodzenia irlandzkiego, wynalazca kapsla (1892) do zamykania butelek i założyciel Crown Holdings Inc. - obecnie jednego z największych producentów kapsli do butelek. 
Urodzony w Irlandii wyemigrował w wieku 20 lat do Stanów Zjednoczonych, gdzie opatentował również 80 innych wynalazków m.in. otwieracz do kapsli i maszynę do składania papieru.